# Georges Schoeters
 (février 2009).
Si vous disposez d'ouvrages ou d'articles de référence ou si vous connaissez des sites web de qualité traitant du thème abordé ici, merci de compléter l'article en donnant les références utiles à sa vérifiabilité et en les liant à la section « Notes et références ».
Georges Schoeters (né le 22 avril 1930 à Anvers- mort à Stockholm le 26 mai 1994) est l'un des fondateurs du Front de libération du Québec, un groupe armé indépendantiste actif durant les années 1960. Condamné pour ces activités, il s'établit en Suède à sa sortie de prison.

## Biographie
Schoeters fut élevé dans un orphelinat jusqu'à l'occupation nazie. Pendant l’occupation allemande, il aida des insurgés dans le maquis belge. Il résida à Ixelles dans sa jeunesse et est recruté dans l'armée secrète à Gouvy où il est actif au sein de l'Armée secrète sous le commandement d'Albert Thill. Il subit ensuite l'influence de François Houtart. Orphelin à la fin de la guerre, il fut adopté par une famille suisse et partit pour la Suisse où il vécut plusieurs années avant d’émigrer à Vancouver au Canada en 1951. Il épousa Jeanne Pépin, de nationalité canadienne, en 1957. Lors du procès de Schoeters, son épouse, libérée sous caution dès 1963, disparut avec son fils Karl né vers fin 1962 et sa fille Marie-Astrid née le 7 septembre 1960 (décédée en février 1993). Elle demanda le divorce en 1963. La caution de 10950 dollars avait été payée par un artiste anglophone et propriétaire immobilier, John Spendlove. 
Après des études de technicien radio (ce qui l'aida, plus tard, à fabriquer des bombes), il fit une licence en économie et voyagea à Cuba (1960 ?) avec un groupe d’étudiants canadiens. Il y rencontra Che Guevara et fut frappé par la personnalité et le charisme du leader argentin, qui invita le groupe à venir travailler avec lui à Cuba. En (1961-62 ?) Schoeters partit à Cuba où il travailla avec Guevara au Ministère de la Planification et, très probablement, reçut un entraînement à la lutte de la guérilla urbaine.
Inspiré par la révolution cubaine, il s’engagea dans l’idéalisme extrémiste révolutionnaire. En 1958, il se rendit en Algérie pour étudier les tactiques des insurgés qui s'étaient soulevés contre la présence française.

### FLQ
De retour au Canada en 1963, il fut membre du Rassemblement pour l'indépendance nationale et du Réseau de résistance. Avec Gabriel Hudon et Raymond Villeneuve, il fonda le Front de libération du Québec (FLQ) pour coordonner les opérations de déstabilisation politique.
Lors de son jugement, à la place de la Bible qu’on lui donna pour prêter serment, Schoeters jura sur le livre Les Damnés de la Terre de Frantz Fanon.
Jugé et condamné à 10 ans de prison, il aurait été un prisonnier modèle jusqu'à son éviction vers la Belgique le 25 septembre 1967. Il ne put revoir ses deux enfants Karl et Marie-Astrid.
Le 24 juillet 1967, Schoeters écouta dans sa cellule (grâce à la fabrication d’une radio galène par ses propres moyens) le discours du général de Gaulle et son cri : « Vive le Québec libre ! » Il confia, quelques années plus tard, que ce fut le jour le plus beau de sa vie.
Par la suite, il fut extradé à Leuven, en Belgique, avec un passeport canadien dont la date d’expiration ne lui permettait pas de voyager. Toléré mais surveillé par les autorités belges, il vécut en cachette pendant plusieurs mois pour éviter la gendarmerie, frileuse à la suite d'émeutes de Flamands contre Wallons.
En proie à des querelles linguistiques, la Belgique n’a pas voulu donner l’asile politique à Schoeters. Il a demandé à plusieurs reprises l’autorisation de se rendre à Cuba, sans succès (les autorités cubaines se méfiaient de lui). Introduit par un ambassadeur de Cuba, il aurait été même expulsé manu militari d’un bateau cubain au port de Rotterdam à la suite d'un contre-ordre de La Havane.
Déprimé et suicidaire, possiblement harcelé par la police fédérale, il se résigna à demander l’asile politique à la Suède après que la France eut accepté de lui donner un passeport valide s'il acceptait d'aller vivre en Tunisie. Il s'installe en Suède en 1969 et maintient des contacts réguliers avec les anciens combattants russes.
Il vécut à Trangsund dans le sud Stockholm pendant plusieurs années, travaillant dans le tri postal de la ville où il s'est suicidé le 26 mai 1994 à l'âge de 64 ans.